# 東城日沙子
東城 日沙子（とうじょう ひさこ、1990年8月21日 - ）は、日本の女性声優。埼玉県出身。HIGH PINE所属。

## 経歴
アニメや漫画が好きで声優を目指していた姉の影響を受け、「声優になりたい」と思うようになる。友人が子ども劇団に入っていたことから東城も小学5年生頃に入団。声優として作品に出演している劇団員もおり、「声優の仕事ができるかも」と期待したが、エキストラを演じる機会しかなかった。一方で、この頃は声優を目指す意識はなかったとも述べている。
中学生の時、文化祭の劇で名前のある役を3年間演じたことから、芝居への興味が高まった。当初は女優や舞台役者に憧れたが、「好きな世界を演じられる」として声優を志す。15歳から入所できる養成所や専門学校に体験入学したが、声優以外にやりたいことが見つかるかもしれないと思い直し高校に進学する。しかし声優になりたいという思いは変わらず、高校卒業後に専門学校に入学。専門学校の事務所オーディションで、EARLY WING附属養成所の声優・ナレータートレーニングスタジオ（SNT）のスタッフが東城だけに目をかけたことから、「私だけというのが嬉しかった」と縁を感じてSNTに入所した。
2024年7月1日、前日付でEARLY WINGを退所、フリーとして活動することをSNSで発表。
2025年1月1日、HIGH PINEに移籍したことを自身のSNSで発表。

## 人物・逸話
2019年に出演したテレビアニメ『鬼滅の刃』では、第16話で悲惨な最期を遂げる女性隊士・尾崎役（エンドクレジットでは役名なし）を演じたが、その際の演技は番組ラジオで「悲痛すぎて耳をふさぎたくなる」と称賛された。その演技力の良さから第19話から登場する女性の隠役にも再キャスティングされている。
趣味・特技はイラスト、バトントワリング、水泳。座右の銘は「不言実行」。
高校時代は弓道部に憧れていたという。

## 出演
太字はメインキャラクター。

### テレビアニメ
2012年
- あっちこっち（野良ネコ）
- 恋と選挙とチョコレート（女子生徒B）
- はいたい七葉（カーナ）

2013年
- 幻影ヲ駆ケル太陽（小学生、少女B）
- フリージング ヴァイブレーション（ユリア＝ムンベルク）

2014年
- オレカバトル（子供）
- サムライフラメンコ（通行人）
- ノラガミ（巫女B）
- ひめゴト（アルベルティーナ2世）
- ブラック・ブレット（マリア）

2015年
- 浦和の調ちゃん（道祖土緑）
- Dance with Devils（奴隷）
- デュラララ!!×2 転（筒川アズサ、巫女）
- ノラガミ ARAGOTO（藍巴）
- ゆるゆり なちゅやちゅみ!+（女子生徒B）

2016年
- 灼熱の卓球娘（後手キルカ）
- ディバインゲート（サミダレ）
- 91Days（コルテオ〈幼少期〉、フィオ、子供、女性客）
- 夏目友人帳 伍（大高・面泥棒の妖怪）
- B-PROJECT〜鼓動*アンビシャス〜（うたひめランチB、少年、女性A、メイクB、女子高生B）

2017年
- ひなこのーと（萩野千秋）
- 覆面系ノイズ（女子生徒2、女性MC、女性1）
- 神撃のバハムート VIRGIN SOUL（店員）
- 夏目友人帳 陸（ウサギ顔の妖怪）
- 恋愛暴君（ショップ店員）
- 賭ケグルイ（女子生徒、B子）
- ナナマル サンバツ（剣持文伽）
- 地獄少女 宵伽（女子生徒、長田亜須加、浜崎太一）
- アニメガタリズ（高円寺美子）

2018年
- 三ツ星カラーズ（ももか）
- たくのみ。（先輩B）
- ピアノの森
- グラゼニ（うぐいす嬢、女性アナウンサー、西河内の妻） - 2シリーズ
- かくりよの宿飯（仲居、お園、管子猫B、一つ目の子供・弟、お氷衣）
- ロード オブ ヴァーミリオン 紅蓮の王（立風つばさ / アエロ）
- ユリシーズ ジャンヌ・ダルクと錬金の騎士（アスタロト）
- ソラとウミのアイダ（緑川リカ）
- 青春ブタ野郎はバニーガール先輩の夢を見ない（生徒、米山奈々、女性、女子学生）
- 軒轅剣 蒼き曜（梨香）
- ベルゼブブ嬢のお気に召すまま。（サキュバス課女子）

2019年
- 五等分の花嫁（2019年 - 2021年、二乃の友人 山田） - 2シリーズ
- グリムノーツ The Animation（エクス〈幼少期〉、長女、若い女A）
- 同居人はひざ、時々、頭のうえ。（矢坂渚）
- なむあみだ仏っ!-蓮台 UTENA-（女性）
- 八十亀ちゃんかんさつにっき（2019年 - 2022年、陣繁華、店員、カラオケ客） - 4シリーズ
- 鬼滅の刃（尾崎、隠）
- うちの娘の為ならば、俺はもしかしたら魔王も倒せるかもしれない。（女神官）
- 放課後さいころ倶楽部（高屋敷花）
- 厨病激発ボーイ（九十九花耶、九十九奏汰）
- 私、能力は平均値でって言ったよね!（オリアーナ）
- アフリカのサラリーマン（OLネズミ）

2020年
- 歌舞伎町シャーロック（智美）
- ネコぱら（ちよちゃん家のネコ、女性客）
- 宝石商リチャード氏の謎鑑定（みき）
- Lapis Re:LiGHTs（花屋さん、教師）
- 彼女、お借りします（今井みはる）
- 100万の命の上に俺は立っている（小百合）
- 神達に拾われた男（2020年 - 2023年、リーリン） - 2シリーズ

2021年
- ドラゴン、家を買う。（ハーピーB）
- TSUKIPRO THE ANIMATION 2（奥井美那）
- 闘神機ジーズフレーム（吉崎美咲）
- プラオレ!〜PRIDE OF ORANGE〜（米山千奈）
- Deep Insanity THE LOST CHILD（事務官）

2022年
- リアデイルの大地にて（ロクシーヌ）
- ヒーラー・ガール（渚笙子）
- 盾の勇者の成り上がり（ツグミ）
- 阿波連さんははかれない（2022年 - 2025年、小学校教師、女性教師） - 2シリーズ
- むさしの!（道祖土緑）
- オーバーロードIV（ミアナタロン＝フィヴィネス）

2023年
- もののがたり（佳奈） - 2シリーズ
- Fate/strange Fake -Whispers of Dawn-（ヴェラ・レヴィット）
- レベル1だけどユニークスキルで最強です（イーナ・ミストラル）
- 自動販売機に生まれ変わった俺は迷宮を彷徨う（2023年 - 2025年、アコウイ、メイの母親） - 2シリーズ
- 暴食のベルセルク（ロキシー・ハート）
- 星屑テレパス（青野さん）
- ウマ娘 プリティーダービー Season 3（女①）

2024年
- 月刊モー想科学（客、女性、アイドル）
- 転生したら第七王子だったので、気ままに魔術を極めます（2024年 - 2025年、メイド） - 2シリーズ
- Re:Monster（錬金術師さん）
- ささやくように恋を唄う（ライブ観客）
- 恋は双子で割り切れない（杉野真衣）

2025年
- 誰ソ彼ホテル（金子このみ）
- ウィッチウォッチ（神保由花、女子生徒1、女子2）
- ユア・フォルマ（ライザ）
- 陰陽廻天 Re:バース（ツルビシ）
- ガチアクタ（トウム）
- 野生のラスボスが現れた!（リーブラ）

### 劇場アニメ
- ラブライブ!The School Idol Movie（2015年）
- ポッピンQ[52]（2016年、麻美）
- 劇場版 マジンガーZ / INFINITY（2018年、記者）
- 映画 五等分の花嫁（2022年）

### OVA
- デジモンアドベンチャー tri.（2016年）

### Webアニメ
- むすんでひらいて（2018年、澤村夏[53]）
- オルタード・カーボン:リスリーブド（2020年、女ヤクザ）
- 異能のアイシス（2021年、志渡イルカ[54]、主婦A）

### ゲーム
2012年
- シェルノサージュ〜失われた星へ捧ぐ詩〜（ネロ）

2013年
- アイログ（飯野アリス）
- アルカナ・ファミリア コレツィオーネ（ヨウリ）
- ガールフレンド（仮）（南條クミコ）
- 閃乱カグラ SHINOVI VERSUS -少女達の証明-
- ソウルマスター（ルルア）
- 天空のクラフトリート（アイーシャ、クラソス、他）
- ディスガイア D2
- 必殺仕事人〜お仕置きコレクション〜（橘鈴音）
- 迷宮塔路レガシスタ（モヤピー）

2014年
- アルノサージュ〜生まれいずる星へ祈る詩〜（ネロ）
- ヒーローズプレイスメント（都井幸）
- BREAK雀BURST（カイ）

2015年
- アイパラ! IDOL PARADISE（マイア・ルシフェル）
- 白猫プロジェクト（フローリア・レクランセ）
- ROOT∞REXX（葛葉亜美）
- モンスター娘のいる日常オンライン（ハイドラ・ミラージュ・ロスティ）

2016年
- 一血卍傑-ONLINE-（アマテラス）
- クイズRPG 魔法使いと黒猫のウィズ（メリィ・ミツボシ、グウィン・ネルビア、トランディア、アイラ・フラスカ）
- クロスワールド（トルフィン）
- 限界凸旗 セブンパイレーツ（ガーネット）
- サモンナイト6 失われた境界たち（フェア）
- 白猫テニス（アイラ）
- トリックスター 〜召喚士になりたい〜（セリア）
- ポケモンガオーレ（女の子プレイヤー）
- 輝星のリベリオン（セイレーン）

2017年
- アクセル・ワールド VS ソードアート・オンライン 千年の黄昏
- 神式一閃 カムライトライブ（チバリ）
- ソラとウミのアイダ（緑川リカ）
- 無人戦争2099（茅野燈花）
- モン娘☆は〜れむ（セイレーン）
- ルナプリ from 天使帝國（シェイ）

2018年
- Death end re;Quest（二ノ宮しいな）
- 竜星のヴァルニール（ラポネット）
- ワールドエンド・シンドローム（楠瀬舞美）
- 百花標人伝アスカ（奏）
- イロドリミドリ（萩原七々瀬）
- 戦国大河（まつ）

2019年
- 武器よさらば（サクラ）
- メガミラクルフォース（シイナ）
- アークオブアルケミスト（エリン・ワンダイン）
- ファイトリーグ（ニコラ・シャノン）
- ラングリッサーI&II（ベティ）
- ウィザーズ シンフォニー（スピカ・セレスト）
- ナナカゲ 〜7つの王国と月影の傭兵団〜（ロジーナ）
- LOST:SMILE memories + promises（東雲美鈴）
- 十三機兵防衛圏（相葉絵理花）
- 東方キャノンボール（稀神サグメ）
- デスティニーチャイルド（ジヴァ）
- ワールドフリッパー（ファルチェ、ロゼリヤ）

2020年
- VenusScramble（フレイヤ）
- Death end re;Quest2（二ノ宮しいな）
- ラングリッサー モバイル（ベティ）
- シノビマスター 閃乱カグラ NEW LINK（深里）
- ラストピリオド -終わりなき螺旋の物語-（フェンリィ）
- 夜、灯す（小夜子）
- グランブルーファンタジー（2020年 - 2023年、ランファ、ルロウホロウ）
- 荒野のコトブキ飛行隊 大空のテイクオフガールズ!（ヒナノ）
- 神獄塔 メアリスケルターFinale（ライリー）
- プロジェクトセカイ カラフルステージ! feat. 初音ミク（青龍院櫻子）

2021年
- 四ツ目神 -再会-（相良真由子）
- タイムディフェンダーズ（ブリガンティア）
- ブラウンダスト（ウィリエル）
- アストリア アセンディング（ケイディン）
- 鬼滅の刃 ヒノカミ血風譚（隠）

2022年
- アズールレーン（ベローナ）
- タクティクスオウガ リボーン
- 誰ソ彼ホテル Re:newal (金子このみ）

2023年
- takt op. 運命は真紅き旋律の街を（魔王）
- 六本木サディスティックナイト（葉山ユミ）
- Edge of Eternity（セレネ）

2024年
- Death end re;Quest Code Z（二ノ宮しいな）
- ミステリーの歩き方

### デジタルコミック
- クロサギ（2014年、吉川氷柱[97]）
- 花にけだもの（2016年、大神カンナ[98]）
- パーフェクトワールド（2018年）
- 人形峠（2018年、雪見真子）
- ここほれ墓穴ちゃん（2020年、天道さん[99]）
- 明日からは清楚さん（2021年、日下部双葉[100]）
- 青春シンデレラ（2021年、萩野紫苑[101]）
- 今日も明日も、君と（2022年、森田）[102]
- 契約婚でも愛は芽生えますか？（2022年、紫之宮紗和[103]）

### ドラマCD
- DUEL!（2017年、鳳蓮[104]）
- 噺侠 Hana+Can!-はなきゃん-（2018年、みこ）
- 暴愛フレンドシップ（2019年、東雲舞）
- ただれた恋にはいたしません!（2019年、恭平の姉、高良の元カノ）

### 吹き替え

#### 映画
- 小さい魔女とワルプルギスの夜（2019年、花売り娘）
- 三国志 -周瑜と孫策-（2020年、小喬〈スン・ユー〉）
- ズーム/見えない参加者（英語版）（2021年、キャロライン〈キャロライン・ウォード〉[105]）
- 刺客（2023年、チン・シェンシェン〈ジン・チェン〉[106]）

#### ドラマ
- 御史とジョイ（カン・ハンギ〈パク・シナ〉）

#### アニメ
- シンビアパート（2021年、ガウン[107]）

### ラジオ
※はインターネット配信。
- アイドル庁ラジオ局（2013年、2.5次元てれび公式サイト内※）
- 霜科生徒会のひめゴトラジオ（2014年、音泉※）[108]
- AMAZING SOUL LABO RADIO（2015年、HiBiKi Radio Station※）[109]
- トリスタラジオ!!（2016年、音泉※）[110]

### インターネット番組
- Twinkle✩Girls 水曜日はここで（2014年 - 2015年、ニコニコ生放送）[111]
- ぶらり旅 たまごっち（2015年 - 2018年、YouTube）[112]
- ガタリズTV（2017年、ニコニコ生放送）
- 魅果町町内放送（2017年 - 2018年、YouTube）[113]

### ラジオドラマ
- ロカドルプロモーション（2013年、水嶋カナ）

### オーディオブック
- デルトラクエスト（2014年、シャーン）

### 朗読劇
- りーでぃんぐ☆ぱーてぃー
  - vol.2（2018年1月13日・14日、新宿シアターブラッツ）[114]
  - vol.3（2018年4月7日、阿佐ヶ谷アルシェ）[115]
- 3Dホログラム×殺陣×朗読劇「マガツハナ 〜白雪の桜〜」（一華 役、2019年11月2日、六行会ホール）[116]
- 「吸血鬼ドラキュラ～Eternal Love～」（ミナ 役、2022年8月16日、TOKYO FMホール[117]）
- キミに贈る朗読会 特別編「～約束のバレンタイン～」（2023年2月11日、MsmileBOX渋谷[118]）

### その他コンテンツ
- 温泉むすめ（越後湯沢かすみ[119]）
- 宇治市源氏物語ミュージアムオリジナルアニメ『GENJI FANTASY ネコが光源氏に恋をした』（2019年、中宮彰子）
- 『カッコウの許嫁』朗読（2021年）[120]

## 参加ユニット
- AGC38 - 旭プロダクションのプロデュースによる二次元バーチャルアイドルユニット。No.18 桜小路葵 役。
- Twinkle☆Girls Ailes - EARLY WINGメンバーによる声優ユニット。2015年5月17日、Twinkle☆Girls 5th Live 日曜日はここから〜スタートライン〜をもって卒業[121]。
- あいまいみーまいん - 旭プロダクションのプロデュースによる声優ユニット。

## ディスコグラフィ

### キャラクターソング
| 発売日   | 商品名                                                     | 歌 | 楽曲                                                               | 備考                                                     |
| 2014年   | 2014年                                                     | 2014年 | 2014年                                                             | 2014年                                                   |
| -------- | ---------------------------------------------------------- | --- | ------------------------------------------------------------------ | -------------------------------------------------------- |
| 12月     | -                                                          | マイア・ルシフェル（東城日沙子）、空地ニーナ（植田ひかる）、マリン・レーネス（古川由利奈）                                       | 「The Shining Shooting Star」                                      | ゲーム『アイパラ! IDOL PARADISE』関連曲                  |
| 2016年   |                                                            | |                                                                    |                                                          |
| 11月25日 | 灼熱スイッチ                                               | 雀が原中学卓球部 | 「灼熱スイッチ」                                                   | テレビアニメ『灼熱の卓球娘』オープニングテーマ           |
| 11月25日 | 灼熱スイッチ                                               | 雀が原中学卓球部 | 「V字上昇Victory」                                                 | テレビアニメ『灼熱の卓球娘』関連曲                       |
| 2017年   |                                                            | |                                                                    |                                                          |
| 1月25日  | 灼熱の卓球娘 ダブルスソングシリーズ3 ムネムネ&キルカ       | ムネムネ（今村彩夏）、後手キルカ（東城日沙子）                                                                                   | 「部活デラックス」 「雀が原中学校校歌 ムネムネ&キルカver.」        | テレビアニメ『灼熱の卓球娘』関連曲                       |
| 2月22日  | 灼熱の卓球娘 ユニットソングシリーズ2                       | 天下ハナビ（高野麻里佳）、ムネムネ（今村彩夏）、後手キルカ（東城日沙子）                                                         | 「紛うことなき挑戦者」 「成長期STARS ハナビ&ムネムネ&キルカ ver.」 | テレビアニメ『灼熱の卓球娘』関連曲                       |
| 5月10日  | あ・え・い・う・え・お・あお!!                             | 劇団ひととせ | 「あ・え・い・う・え・お・あお!!」                                 | テレビアニメ『ひなこのーと』オープニングテーマ           |
| 5月10日  | かーてんこーる!!!!!                                        | 劇団ひととせ | 「かーてんこーる!!!!!」                                            | テレビアニメ『ひなこのーと』エンディングテーマ           |
| 5月10日  | かーてんこーる!!!!!                                        | 柊真雪（小倉唯）、荻野千秋（東城日沙子）                                                                                         | 「しあわせ色」                                                     | テレビアニメ『ひなこのーと』関連曲                       |
| 5月26日  | 灼熱の卓球娘 BD・DVD第6巻初回生産限定版特典CD              | 後手キルカ（東城日沙子） | 「WILL」                                                           | テレビアニメ『灼熱の卓球娘』関連曲                       |
| 11月22日 | グッドラック ライラック                                    | GATALIS | 「グッドラック ライラック」                                        | テレビアニメ『アニメガタリズ』エンディングテーマ         |
| 11月22日 | グッドラック ライラック                                    | GATALIS | 「恋するG・A・T・A・L・I・S!」                                     | テレビアニメ『アニメガタリズ』関連曲                     |
| 2018年   |                                                            | |                                                                    |                                                          |
| 6月23日  | 魔法使いと黒猫のウィズ 5th Anniversary Original Soundtrack | セラータ（本渡楓）、リリー（花守ゆみり）、リルム（大和田仁美）、エクセリア（丹下桜）、ガトリン（吉岡麻耶）、アイラ（東城日沙子） | 「キラリ☆ω★NyanRISE!」                                             | ゲーム『クイズRPG 魔法使いと黒猫のウィズ』関連曲         |
| 8月      | -                                                          | 楠瀬舞美（東城日沙子） | 「Brand-New World」                                                | ゲーム『ワールドエンド・シンドローム』オープニングテーマ |
| 2019年   |                                                            | |                                                                    |                                                          |
| 12月25日 | 部活                                                       | 萩原七々瀬（東城日沙子） | 「サヨナラフリーウェイ」                                           | ゲーム『チュウニズム』関連曲                             |
| 12月25日 | 部活                                                       | 五十嵐撫子（花井美春）、萩原七々瀬（東城日沙子）、小野美苗（伊藤美来）                                                           | 「Agitation！」                                                    | ゲーム『チュウニズム』関連曲                             |
| 2020年   |                                                            | |                                                                    |                                                          |
| 3月5日   | Road without Road                                          | HaNaMiNa | 「Road without Road」                                              | ゲーム『チュウニズム』関連曲                             |
| 3月5日   | Road without Road                                          | 五十嵐撫子（花井美春）、萩原七々瀬（東城日沙子）                                                                                 | 「Agitation！ (七々瀬リードVer.)」                                 | ゲーム『チュウニズム』関連曲                             |